# Ann Sophie
Ann-Sophie Dürmeyer (Londres, Reino Unido, 1 de setembro de 1990) é uma cantora alemã que representou o seu país, a Alemanha, no Festival Eurovisão da Canção em 2015.